# Jimmy Dreher de Oliveira
Jimmy Dreher de Oliveira (Florianópolis, 11 aprile 1990) è un cestista brasiliano.

## Carriera
Con il Brasile ha disputato i Campionati americani 2017.